# Arabo (miliziano armeno)
Arabo (armeno Արաբօ; 1863 – 10 settembre 1893), all'anagrafe Arakel, fu un famoso miliziano dell'Armenia; uno dei primi Fedayyin della Milizia armena .

## Biografia
Arabo studiò presso la scuola del monastero di Arakelots nella provincia di Muş. In una data non bene precisata del 1880 si unì ai Fedayyin di Sasun e Taron. Nel 1892 venne arrestato dalle autorità turche e condannato a 15 anni di carcere ma riuscì a fuggire e riprese l'attività rivoluzionaria. 
Arabo venne ucciso nel 1893 durante uno scontro con una banda di Curdi lungo la strada che collega Khnus a Mush, nell'Armenia occidentale. 